# Адисон (Вебстер Спрингс, Западна Вирџинија)
Адисон (енгл. Addison (Webster Springs)) град је у америчкој савезној држави Западна Вирџинија.

## Демографија
По попису из 2010. године број становника је 776, што је 32 (-4,0%) становника мање него 2000. године.
| Група             | 2000.       | 2010.       |
| Белци             | 802 (99,3%) | 768 (99,0%) |
| Афроамериканци    | 0 (0,0%)    | 1 (0,1%)    |
| Азијати           | 0 (0,0%)    | 0 (0,0%)    |
| Хиспаноамериканци | 4 (0,5%)    | 2 (0,3%)    |
| Укупно            | 808         | 776         |